# キャスパ (福山)
キャスパ（英語表記「CASPA」）は、広島県福山市三之丸町にあったショッピングセンター。

## 歴史・概要
福山駅南口を出てすぐ目の前でアイネスフクヤマの隣にある地上8階地下1階建ての『福山駅前三之丸共同ビル』で営業しており、下層階にはファッション雑貨店や飲食店、上層階には専門店などが入居していた。
1976年（昭和51年）6月に鞆鉄道バスセンター跡地に広島県内を地盤とするスーパー・イズミの福山店（現在のゆめタウン福山とは別の店舗）を核テナントに据えた『福山駅前共同ビル』として開業。鞆鉄道の系列会社「トモテツセブン」による専門店街もあり、これが現在のキャスパのルーツに当たる。
1987年（昭和62年）に『キャスパ』に改称。運営担当もトモテツセブンから、イズミが50%出資した「有限会社キャスパ」に変更された。『キャスパ』移行当初は専門店とイズミの運営による店舗とが混在していたが、段階的にイズミは撤退し、最終的には専門店に統一された。
若者向けファッションを中心に人気を集めて流行発信の拠点として周辺市町からも集客し、1990年代にはファッション関連を中心に約120店舗が入居していた。
しかし、郊外型ショッピングセンターの出店が相次いで集客力が減少していたところにリーマンショック後の消費低迷が重なり、2011年（平成23年）9月30日に核店舗だったフレスタが隣接して完成した再開発ビルアイネスフクヤマに店舗を移転させるために閉店となるなどテナントの流出が相次ぎ、同年夏に閉店が発表された時点では約40店舗までテナントが減少してかつての面影は失われていた。そのため2011年（平成23年）8月10日に2012年（平成24年）1月末をもって閉店することが発表され、予定通り2012年（平成24年）1月31日に閉店した。
なお、兵庫県姫路市にも同名の商業施設が存在するが、一切関係はない。

## 店舗跡の活用

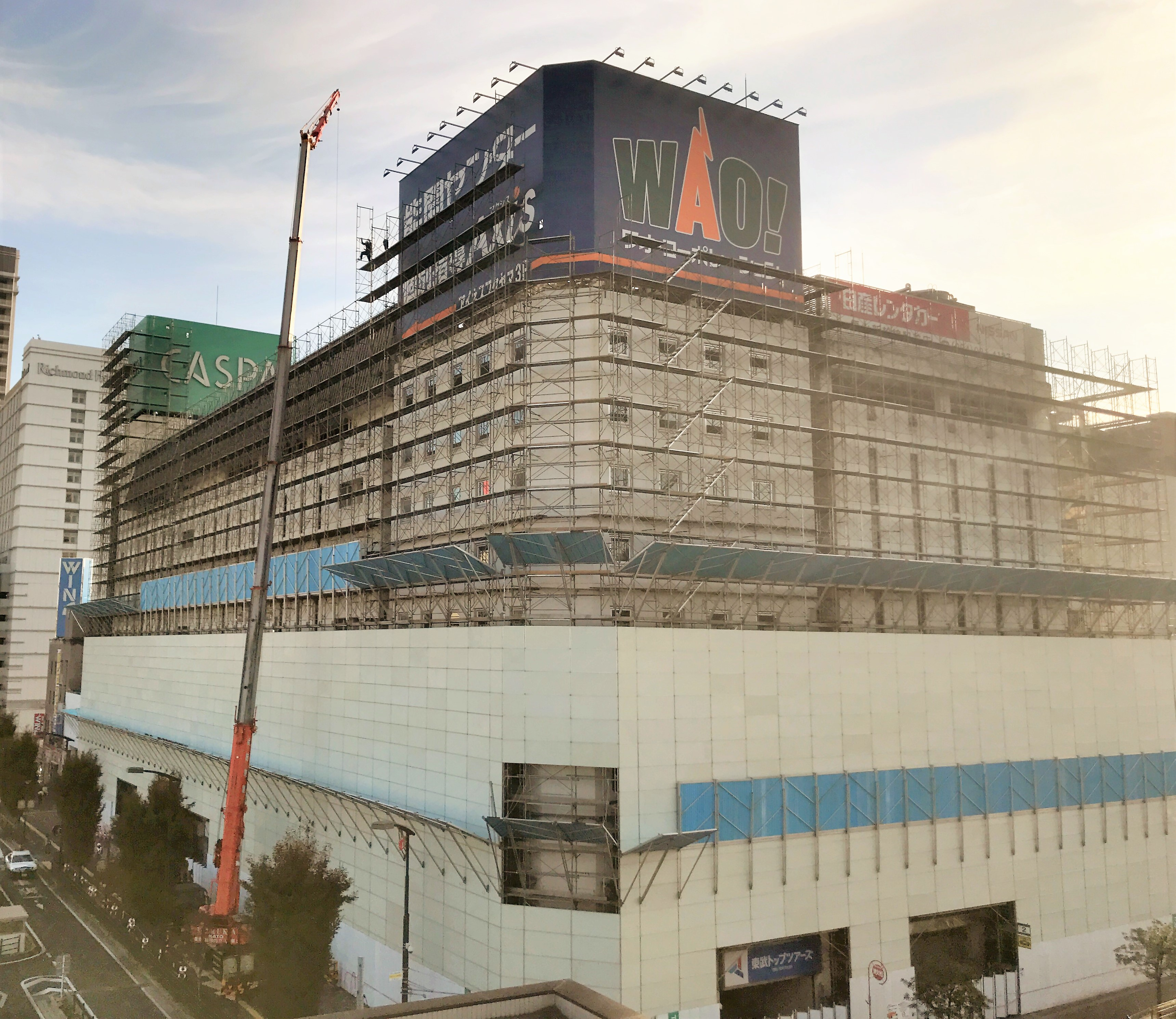
解体中のキャスパ

ビルの活用については閉店時点では未定で、個人所有部分である1-2階の一部テナントが営業を継続しているため、閉店に伴いキャスパの看板を外すものの建物を直ちには解体しない方針を表明していた。しかし、福山駅前の公共性の高い一等地であるため拠点都市の駅前に相応しい新たな役割を持った施設に再開発を行いたいとして地元の政官界や関係者などと協議を進め、2014年（平成26年）1月に既存の建物を耐震改修すると共に全面的に改修を行って「一部商業施設を含む駅前にふさわしいサービス業」に利用する方針が発表されたが、2016年（平成28年）の時点では手つかずのままであり、同年5月頃まで1-2階の表通りに面した部分の飲食店等のテナントが営業する状態が継続していた。2017年（平成29年）、高松市の穴吹興産がイズミ所有部分の土地建物を取得。2018年（平成30年）4月、隣の「と～ぶホテルビル」と合わせて2棟とも解体する方針が発表された。閉店から7年強が経過した2019年（平成31年）4月、北側に隣接すると～ぶホテルビルと併せて解体に着手し、3284平方メートルの跡地に、地上22階地下1階建ての事務所・マンション棟、地上13階地下1階建てのホテル棟、10階建ての事務所棟が建築される方針が明らかにされた。また、隣接するダイエー福山店東館→トモテツビルの跡地にも14階建てのホテルが建設されている。

### 名称について
以下の5つの英単語の頭文字を並べたもの（公式ホームページ内より）。
- Core（市街地の核であり）
- Accord（さまざまな楽しみが調和する）
- Scrupulous（より熟成度の高い）
- People（生活を愛する人々のための）
- Area（新しい領域）

## テナント

### 過去に入居していた店舗
- スターバックスコーヒー（1階 - 2階）
- サーティワンアイスクリーム（1階）
- 無印良品（5階）
- NICOLE CLUB FOR MEN（6階）
- アニメイト 福山店（7階）

2012年（平成24年）2月4日に隣にあるトモテツビル（かつてのダイエー福山店およびフタバ図書GIGA福山駅前店）1階に移転。2018年（平成30年）3月にはアイネスフクヤマに再移転。
- セリア生活良品（7階）

RiM-fに移転。
- アートネイチャー（8階）

広島県民文化センターふくやま(エストパルク)に移転。
- イーオン（8階）

アイネスフクヤマに移転。
- フレスタ キャスパ店（地下1階）

2006年（平成18年）11月より営業していたが2011年（平成23年）9月30日をもって閉店した。翌月下旬に近隣のアイネスフクヤマへ移転して新店舗を開店。
- 啓文社 キャスパ店
- ボークス 福山ショールーム（7階）
- スガナミ楽器
- 鈴丹［The Tep］［HITO HITO］

## ポイントカード
独自のポイントカードが存在し、クレジット機能の有無で2種類用意されていた。本体価格100円につき1ポイントが付与され、500ポイントを集めると各店で使用できる500円分の買い物券（金券）がもらえる。
- CASPA CLUB CARD - 13歳以上が入会可能。クレジットカード機能はない。
- CASPA Kimochi CARD - クレジット機能付き。セゾンカードと提携。

「Kimochi CARD」を使用した場合は、ボーナスポイント（本体価格200円につき1ポイント）が加算される。

### 他のポイントカードとの併用について
アニメイトでは、同社独自発行のポイントカードとキャスパのポイントカードが併用可能であった。他方、『フレスタスマイルカード』を発行しているフレスタではキャスパのポイントカードは使用できなかった（「Kimochi CARD」については、単なるクレジットカードの扱い）。